# Lucie Félix-Faure Goyau
Ne doit pas être confondue avec Lucie Faure (1908-1977), femme de lettres et épouse du président Edgar Faure
Lucie Félix-Faure Goyau, nom de plume de Lucie Faure-Goyau, née Lucie Faure le 4 mai 1866 à Amboise et morte le 22 juin 1913 à Paris 16e, est une femme de lettres française.

## Biographie
Lucie-Rose-Séraphine-Élise Faure est la fille du président de la République Félix Faure, alors négociant, et de Berthe Belluot. Elle et sa sœur Antoinette sont amies de jeunesse de Marcel Proust ; il est même question du mariage de Lucie et Marcel, mais le scandale causé par la mort de Félix Faure empêche ce projet. Ils restent cependant amis toute leur vie.
Le 10 novembre 1903, l'historien Georges Goyau, âgé de trente-quatre ans, épouse Lucie Faure en l'église Saint-Honoré-d'Eylau. Elle fonde la Ligue fraternelle des enfants de France avec Apolline de Gourlet, et publie un certain nombre d'ouvrages sous le nom de plume de « Lucie Félix-Faure Goyau », notamment une biographie d'Eugénie de Guérin.
Elle est très croyante, et la plupart de ses écrits portent sur des sujets catholiques. Jurée du premier prix Femina, très cultivée, elle lit le latin, le grec, l'anglais ; elle voyage beaucoup et apprécie les œuvres d'art.
Elle meurt en 1913 à Paris.

## Œuvres
- Une excursion en Afrique, Ludovic Baschet, 1888. Lire en ligne
- Promenades florentines, Le Havre impr. du journal "Le Havre", 1891. Lire en ligne
- Méditerranée, notes de voyages, 1896
- Newman, sa vie et ses œuvres, 1901
- Les Femmes dans l’œuvre de Dante, 1902
- Méditerranée : l'Égypte, la Terre Sainte, l'Italie, éd. Félix Juven, 1903 Lire en ligne
- Nouvelles promenades florentines, éd. L. Gilbert Genève, 1904 Lire en ligne
- L’Arbre des fées, 1905
- La Vie nuancée : France, Italie, Grèce, Recueil de poèmes, éd. Plon-Nourrit et Cie, 1905
- À propos du centenaire d'Eugénie de Guérin, 1906
- Vers la joie. Âmes païennes, âmes chrétiennes : les tristesses de l'âme païenne, Christina Rossetti, Eugénie de Guérin, sainte Catherine de Sienne, 1906. Lire en ligne
- Chansons simplettes pour les petits enfants, illustrations de Paul Helleu, éd. d'Art de la Phosphatine Falières, 1906.
- Carlo Gozzi et la Féerie vénitienne, 1910
- La Vie et la Mort des fées, essai d'histoire littéraire, 1910
- Trois amies de Chateaubriand, 1911
- Spectacles et reflets. L'Âme des enfants, des pays et des saints, 1912
- Un consolateur et une consolée, esquisses d'âmes païennes, 1913
- Visions mystiques dans l'Angleterre du Moyen Âge, 1913
- Choses d'âme : méditations, fragments de journal, prières, 1914
- Christianisme et culture féminine. Sainte Radegonde. La culture de la femme au Moyen Âge. Les femmes de la Renaissance. Regards de femmes sur l'au-delà : sainte Gertrude, sainte Mechtilde. Le livre des recluses. Juliane de Norwich, 1914. Lire en ligne
- Un pressentiment païen du Calvaire, le "Prométhée" d'Eschyle, 1914
- L'Évolution féminine. La femme au foyer et dans la cité, 1917
- L'âme des enfants des pays et des saints : spectacles et reflets, éd. Perrin, 1924. Lire en ligne
- Frammenti, 1925